# Willdenowia. Mitteilungen aus dem Botanischen Garten und Museum Berlin-Dahlem
Willdenowia. Mitteilungen aus dem Botanischen Garten und Museum Berlin-Dahlem (abreviado Willdenowia) es una revista ilustrada con descripciones botánicas que es editada en Alemania desde el año 1953. Fue precedida por Mitteilungen aus dem Botanischen Garten und Museum Berlin-Dahlem.